# Bosmolen (Maaseik)
De Bosmolen is een watermolen op de Bosbeek, aan de Weertersteenweg 36 te Maaseik.
De onderslagmolen fungeerde als korenmolen. Ze werd vermoedelijk tussen 1227 en 1237 opgericht, aanvankelijk als oliemolen. Het zou een banmolen zijn geweest van de Graaf van Loon, de oprichting hangt vermoedelijk samen met het verlenen van stadsrechten aan Maaseik.
Later was het een dubbelmolen die ook als korenmolen dienstdeed. In 1897 werd de oliemolen uitgebroken en werd het gebouw opgenomen in de korenmolen, maar in 1960 stopte het molenbedrijf. Het molenrad en het binnenwerk werd gesloopt en het gebouw ging dienstdoen als garage.
In 1981 plaatste de toenmalige eigenaar, ter decoratie, een nieuw metalen waterrad. In 2005 kwam er een nieuwe eigenaar, en werd het gebouw in gebruik genomen als horecagelegenheid.
Sinds 2013 is er een oogartsen praktijk gevestigd.
- Inventaris van het Bouwkundig Erfgoed (Vlaanderen): 73466